# Kegyetlen nyár
A Kegyetlen nyár (eredeti cím: Cruel Summer) 2021 és 2023 között vetített amerikai drámasorozat, amelyet Bert V. Royal alkotott. A főbb szerepekben Olivia Holt, Chiara Aurelia, Froy Gutierrez, Harley Quinn Smith és Brooklyn Sudano látható.
Amerikában 2021. április 20-án a Freeform, Magyarországon 2023. szeptember 12-én a Cool TV mutatta be.
2023 decemberében két évad után törölték a sorozatot.

## Ismertető

### 1. évad
1993 és 1995 között Skylinben, két tizenéves lány él. Az édes, szociálisan esetlen Jeanette felvirágzik, miután a gyönyörű, népszerű Kate nyomtalanul eltűnik, és Jeanette még Kate életének különböző aspektusait is átveszi. Több mint egy évvel később Jeanette országosan megvetetté válik, miután Kate-et élve megmentik, és azzal vádolja Jeanette-et, hogy tanúja volt az elrablásának, de nem jelentette azt. Miközben jogi csata kezdődik, a családoknak és a barátoknak meg kell állapítaniuk, hogy ki mond igazat; Jeanette és Kate azonban talán titkol valamit.

### 2. évad
1999 és 2000 között Chathamben, három tizenéves barátot él. Megan, a feltörekvő programozó, és családja egy évre befogadja otthonukba Isabellát, egy külföldi cserediákot. Megan és Isabella között barátság alakul ki, amely hamarosan bonyolulttá válik, amikor mindketten romantikus kapcsolatba kerülnek Luke-kal, Megan gyerekkori legjobb barátjával. Néhány hónapon belül a dolgok gyorsan kibogozódnak, amikor egy kiszivárgott szexvideó miatt Megan és Isabella Luke meggyilkolásának első számú gyanúsítottjaivá válnak.

## Szereplők

### Főszereplők
| Szereplők       | Színész            | Magyar hang     | Leírás |
| 1. évad         | 1. évad            | 1. évad         | 1. évad |
| --------------- | ------------------ | --------------- | --- |
| Kate Wallis     | Olivia Holt        | Pekár Adrienn   | Népszerű lány, aki nyomtalanul eltűnik.                                                                                   |
| Jeanette Turner | Chiara Aurelia     | Kántor Kitty    | Kovcka lány, aki Kate eltűnése után átveszi Kate életét.                                                                  |
| Jamie Henson    | Froy Gutierrez     | Baradlay Viktor | Kate, és később Jeanette barátja.                                                                                         |
| Mallory Higgins | Harley Quinn Smith | Gulás Fanni     | Jeanette egyik legjobb barátnője az újonnan szerzett népszerűsége előtt, később pedig Kate legjobb barátnője.             |
| Angela Prescott | Brooklyn Sudano    | Tamási Nikolett | A bár tulajdonosa és Greg új barátnője.                                                                                   |
| Martin Harris   | Blake Lee          | Moser Károly    | A Skylin Gimnázium új igazgatóhelyettese, aki fogva tartotta Kate-et.                                                     |
| Vince Fuller    | Allius Barnes      | Maszlag Bálint  | Jeanette egyik legjobb barátnője az újonnan szerzett népszerűsége előtt.                                                  |
| Ben Hallowell   | Nathaniel Ashton   | Kálmán Barnabás | Jamie legjobb barátja. |
| Greg Turner     | Michael Landes     | Széles Tamás    | Jeanette és Derek apja, Cindy volt férje és Angela barátja.                                                               |
| 2. évad         |                    |                 | |
| Megan Landry    | Sadie Stanley      |                 | Intelligens középiskolás és programozó, aki a középiskola után a Washingtoni Egyetemre szeretne menni informatika szakra. |
| Isabella LaRue  | Lexi Underwood     |                 | Cserediák, aki egy évig a Landry családnál él.                                                                            |
| Luke Chambers   | Griffin Gluck      |                 | Megan legjobb barátja, aki egy jól ismert családból származik.                                                            |
| Parker Tanaka   | Lisa Yamada        |                 | Megan és Luke barátja. |
| Myer seriff     | Sean Blakemore     |                 | Chatham seriffje. |
| Debbie Landry   | KaDee Strickland   |                 | Megan egyedülálló anyja.                                                                                                  |

### Mellékszereplők
| Szereplők      | Színész             | Magyar hang      | Leírás                                                                                       |
| 1. évad        | 1. évad             | 1. évad          | 1. évad                                                                                      |
| -------------- | ------------------- | ---------------- | -------------------------------------------------------------------------------------------- |
| Cindy Turner   | Sarah Drew          | Madarász Éva     | Jeanette és Derek anyja és Greg volt felesége.                                               |
| Derek Turner   | Barrett Carnahan    | Rohonyi Barnabás | Jeanette bátyja, Cindy és Greg fia.                                                          |
| Denise         | Nicole Bilderback   | Törtei Tünde     | Jeanette ügyvédje.                                                                           |
| Joy Wallis     | Andrea Anders       | F. Nagy Erika    | Kate gazdag, egocentrikus, déli akcentussal beszélő anyja.                                   |
| Rod Wallis     | Ben Cain            | Bordás János     | Joy második férje és Kate mostohaapja.                                                       |
| Jason Douglas  | Nick Marshall       | Megyeri János    | Kate ügyvédje.                                                                               |
| 2. évad        |                     |                  |                                                                                              |
| Brent Chambers | Braeden De La Garza |                  | Luke bátyja.                                                                                 |
| Jeff           | Nile Bullock        |                  | Megan és Luke egyik barátja, aki mindig filmezi a körülötte zajló életet a kamerájával.      |
| Ned            | Ben Cotton          |                  | Haragtartó magányos ember, aki neheztel Steve Chambersre, aki Megan programozó mentora lesz. |
| Steve Chambers | Paul Adelstein      |                  | Luke apja.                                                                                   |
| Tom Galvin     | David James Lewis   |                  | Megan ügyvédje.                                                                              |
| Rebecca        | Jessica Hayles      |                  | Isabella ügyvédje és tanácsadója.                                                            |
| Lily Landry    | Jenna Lamb          |                  | Megan húga.                                                                                  |

### Magyar változat
- Bemondó: Zahorán Adrienne
- Magyar szöveg: Csányi Edina
- Hangmérnök: Nikodém Norbert
- Vágó és szinkronrendező: Galgóczi Adrián
- Gyártásvezető: Balog Gábor

A szinkront a Balog Mix Stúdió készítette el.

## Évados áttekintés
| Évad | Évad | Epizódok | Eredeti sugárzás  | Eredeti sugárzás | Eredeti adó | Magyar sugárzás      | Magyar sugárzás      | Magyar adó |
| Évad | Évad | Epizódok | Évadpremier       | Évadfinálé       | Eredeti adó | Évadpremier          | Évadfinálé           | Magyar adó |
| ---- | ---- | -------- | ----------------- | ---------------- | ----------- | -------------------- | -------------------- | ---------- |
|      | 1    | 10       | 2021. április 20. | 2021. június 15. | Freeform    | 2023. szeptember 12. | 2023. szeptember 25. | Cool TV    |
|      | 2    | 10       | 2023. június 5.   | 2023. július 31. | Freeform    | N/A                  | N/A                  | N/A        |

## Epizódok

### 1. évad (2021)
| Sor. | Év. | Cím                                                                      | Rendező             | Író             | Premier                                |
| ---- | --- | ------------------------------------------------------------------------ | ------------------- | --------------- | -------------------------------------- |
| 1.   | 1.  | Boldog születésnapot, Jeanette Turner! (Happy Birthday, Jeanette Turner) | Max Winkler         | Bert V. Royal   | 2021. április 20. 2023. szeptember 12. |
| 2.   | 2.  | Micsoda buli! (A Smashing Good Time)                                     | Bill Purple         | Bert V. Royal   | 2021. április 20. 2023. szeptember 13. |
| 3.   | 3.  | Olaj a tűzre (Off with a Bang)                                           | Kellie Cyrus        | Bert V. Royal   | 2021. április 27. 2023. szeptember 14. |
| 4.   | 4.  | Ölj, vagy nem eszel! (You Don't Hunt, You Don't Eat)                     | Laura Nisbet-Peters | Imogen Binnie   | 2021. május 4. 2023. szeptember 15.    |
| 5.   | 5.  | Ahogy a karnevál istenei akarták (As the Carny Gods Intended)            | Daniel Willis       | Tia Napolitano  | 2021. május 11. 2023. szeptember 18.   |
| 6.   | 6.  | Elveszve önmagamban (An Ocean Inside Me)                                 | Kellie Cyrus        | Brian Otaño     | 2021. május 18. 2023. szeptember 19.   |
| 7.   | 7.  | Boldog születésnapot, Kate Wallis! (Happy Birthday, Kate Wallis)         | Alexis Ostrander    | Savannah Ward   | 2021. május 25. 2023. szeptember 20.   |
| 8.   | 8.  | Bizonyíték (Proof)                                                       | Daniel Willis       | Addison McQuigg | 2021. június 1. 2023. szeptember 21.   |
| 9.   | 9.  | Az én kis titkom (A Secret of My Own)                                    | Alexis Ostrander    | Matt Antonelli  | 2021. június 8. 2023. szeptember 22.   |
| 10.  | 10. | Ellenséges tanú (Hostile Witness)                                        | Bill Purple         | Bert V. Royal   | 2021. június 15. 2023. szeptember 25.  |

### 2. évad (2023)
| Sor. | Év. | Cím                               | Rendező             | Író                              | Premier          |
| ---- | --- | --------------------------------- | ------------------- | -------------------------------- | ---------------- |
| 11.  | 1.  | Welcome to Chatham                | Bill Purple         | Elle Triedman és Tia Napolitano  | 2023. június 5.  |
| 12.  | 2.  | Ride or Die                       | Laura Nisbet-Peters | Matt Morgan                      | 2023. június 5.  |
| 13.  | 3.  | Bloody Knuckles                   | Bill Purple         | Heather F. Robb                  | 2023. június 12. |
| 14.  | 4.  | Springing a Leak                  | Ben Hernandez Bray  | Elle Triedman                    | 2023. június 19. |
| 15.  | 5.  | All I Want for Christmas          | Hiromi Kamata       | Heather Thomason                 | 2023. június 26. |
| 16.  | 6.  | The Plunge                        | Laura Nisbet-Peters | Jason Sack                       | 2023. július 3.  |
| 17.  | 7.  | It's the End of the World         | Bill Purple         | Matt Morgan és Elle Triedman     | 2023. július 10. |
| 18.  | 8.  | Confess Your Sins                 | Ben Hernandez Bray  | Heather Thomason és Diana Glogau | 2023. július 17. |
| 19.  | 9.  | The Miseducation of Luke Chambers | Laura Nisbet-Peters | Elle Triedman                    | 2023. július 24. |
| 20.  | 10. | Endgame                           | Bill Purple         | Elle Triedman                    | 2023. július 31. |

## A sorozat készítése
2019. szeptember 25-én a Freeform próbaepizódot rendelt be Last Summer névvel. 2020. január 17-én berendelték az első évadot. A sorozatot Bert V. Royal készítette, aki várhatóan Jessica Biel, Michelle Purple és Max Winkler mellett, aki a bevezetőt is rendezte, a sorozat vezető producere is lesz. A sorozatban részt vevő produkciós cégek az Entertainment One és az Iron Ocean Productions. 2020. május 18-án a sorozat új címet kapott: Kegyetlen nyár. 2021. június 15-én a Freeform megújította a sorozatot a második évadra. 2021. július 6-án jelentették be, hogy Royal az első évad után kilépett a sorozatból, miután nézeteltérései támadtak a csatorna egyik vezetőjével. 2022. április 21-én Elle Triedmant nevezték ki a második évad új showrunnerének.

### Forgatás
Az első évadot hat hónapon át forgatták a Dallasban. 2022. április 21-én kezdődött a második évad forgatása, és 2022. szeptember 7-én fejeződött be a Richmondban.